# 長岡市立表町小学校
長岡市立表町小学校（ながおかしりつ おもてまちしょうがっこう）は、新潟県長岡市にある公立小学校。

## 沿革
- 1872年10月15日（明治4年9月13日） - 長岡市中学校（長岡私学校）として、長岡市立互尊文庫の地に開校[1][2]。
- 1873年1月（明治5年12月） - 公立校の長岡学校に移行[1]。
- 1874年（明治7年）11月9日 - 「第三中学校区公立第二十一番小学表町校」に改称[1]。
- 1877年（明治10年）12月9日 - 2階建ての新校舎を落成[1]。
- 1880年（明治13年）11月 - 「第七中学校区公立第二番小学表町校」に改称[1]。
- 1885年（明治18年）5月8日 - 「古志郡第二小学区公立表町小学校」に改称[1]。
- 1887年（明治20年）4月1日 - 「古志郡町立尋常科長岡小学校」に改称[1]。
- 1892年（明治25年）4月 - 「古志郡立長岡町尋常小学校」に改称[1]。
- 1896年（明治29年）4月10日 - 「長岡町尋常高等小学校」に改称[1]。
- 1900年（明治33年）11月1日 - 「古志郡町立長岡表町尋常高等小学校」に改称[1]。
- 1906年（明治39年）4月1日 - 市制施行に伴い、「長岡市立表町尋常高等小学校」に改称[1]。
- 1922年（大正11年）11月3日 - 後援会を結成[1]。
- 1926年（大正15年）8月5日 - 海の学校（海浜学校）を開設[1]。
- 1927年（昭和2年）7月23日 - 第一校歌を制定[1]。
- 1935年（昭和10年）4月1日 - 「長岡市立表町尋常小学校」に改称[1]。
- 1939年（昭和14年）9月 - 校舎老朽化と校地が狭いことから、現在地に移転[2]。
- 1941年（昭和16年）4月1日 - 国民学校令施行に伴い、「長岡市表町国民学校」に改称[1]。
- 1945年（昭和20年）8月1日 - 長岡空襲により校舎が全焼し、児童109人が戦死[1]。
- 1946年（昭和21年）3月31日 - 長岡空襲で被災した中島国民学校（現：長岡市立中島小学校）児童を収容[3]。
- 1947年（昭和22年）
  - 4月1日 - 学校教育法施行に伴い、「長岡市立表町小学校」に改称[1]。
  - 8月25日 - 新校舎を落成[1]。
  - 10月10日 - 昭和天皇の行幸（昭和天皇の戦後巡幸）[4]。
- 1951年（昭和26年）3月23日 - 中島小学校が分離[1]。
- 1952年（昭和27年）1月 - 第二校歌を制定[1]。
- 1954年（昭和29年）7月 - 山の学校を開設[1]。
- 1959年（昭和34年）10月15日 - 鼓笛隊を結成[1]。
- 1960年（昭和35年）5月16日 - 新校舎を落成[1]。
- 1963年（昭和38年）3月 - 体育館を落成[1]。
- 1969年（昭和44年）11月16日 - 全国リード音楽大会にて受賞「最優秀校・毎日賞」。大会審査員の小池政雄により、栄光への賛歌を作成[1]。
- 1971年（昭和46年）10月15日 - 創立100周年を記念し、記念碑を設置[1]。
- 1976年（昭和51年）5月 - 低学年用図書室を設置[1]。
- 1978年（昭和53年）7月20日 - 太陽っ子広場（総合体育遊具施設）を設置[1]。
- 1979年（昭和54年）3月25日 - 町校よい子の像「たからかに」を設置[1]。
- 1991年（平成3年）3月 - 北校舎を落成[1]。
- 1992年（平成4年）4月 - いきいきスクールプロジェクトを開始[1]。
- 2004年（平成16年）6月 - 愛・夢・パワー 輝け長岡の子支援事業を開始[1]。
- 2006年（平成18年）4月 - 2学期制に変更[1]。
- 2019年（平成31年）4月1日 - 特別支援学級「すばる」を開設[1]。
- 2021年（令和3年） - 創立150周年記念式典を実施。

## 教育目標
- 考える子 - 創造的知性をもち、問題解決の方法を身につけた子ども
- おもいやる子 - 豊かな人間性をそなえ、正しいことを実行できる子ども
- 強い子 - いかなる困難にも負けない気力と体力をもった子ども

出典：

## 学区
- 長岡市
  - 表町1 - 4丁目、呉服町1・2丁目、本町1 - 3丁目、上田町、渡里町、柳原町、船江町、
  - 昭和1丁目（一部）
  - 水道町3丁目（一部）
  - 中島4 - 6丁目（一部）

出典：

## 進学先中学校
- 長岡市立東中学校（長岡市水道町）[6]

## アクセス

### 鉄道
- 長岡駅（上越新幹線・信越本線・上越線）から約1km

### バス
- 「中島5丁目」バス停から徒歩で約1分

## 周辺
- 柿川
- 新潟県立長岡明徳高等学校
- 中島中央公園